# 瘤果越桔
瘤果越桔（学名：Vaccinium papulosum），为杜鹃花科越桔属下的一个植物种。